# Freilichtbühne Lohne
Die Freilichtbühne Lohne ist eine Amateurtheaterbühne am Rande des Stadtparks der Stadt Lohne in Niedersachsen.
Die Freilichtbühne besteht seit 1951. Es stehen rund 900 Sitzplätze zur Verfügung. Seit 2007 ist der Zuschauerbereich überdacht. Besucher gelangen durch eine Pforte auf das Bühnengelände, in die der Spruch eingeschnitzt ist: „Erst gehörst du deinem Gotte, ihm zunächst der Heimaterde.“ Dieser Spruch entstammt dem 1878 veröffentlichten Epos Dreizehnlinden des ostwestfälischen Dichters Friedrich Wilhelm Weber. Eine dramatisierte Fassung dieses Epos mit dem Titel Elmar wurde 1952 und 1967 auf der Lohner Bühne aufgeführt.
Das Amateurtheater spielt pro Saison zwei Theaterstücke, ein Kinder- und Familienstück und eines für Erwachsene.

## Geschichte
Bereits ab 1931 fanden vor der Burg Hopen in Lohne von Laiendarstellern aufgeführte Theaterstücke statt. Dabei handelte es sich hauptsächlich um Stücke religiösen Inhalts. Diese Tradition wurde durch den Zweiten Weltkrieg unterbrochen.
Nach dem Krieg wurde in einem Waldstück in der Nähe der Quelle des Hopener Mühlenbachs eine Freilichtbühne errichtet, die 1951 den Spielbetrieb aufnahm. Ein Spielerheim wurde der Laienspiel-Gruppe 1961 zur Verfügung gestellt. Zur Saison 2007 konnte die mit öffentlichen Mitteln geförderte Überdachung eingeweiht werden.
In den Anfangsjahren wurden, an die Vorkriegstradition anknüpfend, religiöse Schauspiele, aber auch plattdeutsche Stücke, Operetten und Theater für Kinder und Familien aufgeführt. Nur dreimal seit 1951 gab es „hohe Literatur“ zu sehen, und zwar Goethes Faust (1951), Schillers Wilhelm Tell (1953) und Schinderhannes von Carl Zuckmayer (1976). Ähnlich wechselhaft wie das Repertoire war in den Anfangsjahren auch die Anzahl der gespielten Stücke: In einigen Jahren wurde nur ein Stück, in anderen Jahren wurden zwei Stücke aufgeführt.
Seit einiger Zeit wird jedes Jahr ein Stück für Kinder und Familien und eines für Erwachsene gezeigt. Für Schulklassen und andere Gruppen werden regelmäßig eigene Aufführungen an Schulvormittagen angeboten. Seit 2004 werden wieder Theaterstücke gespielt, die eher für erwachsene Zuschauer geeignet sind (Schwarzer Humor, Handlung).
Das Stück Pfingstorgel von Johannes Lippl wurde 1965 im Fernsehen (auf N 3) übertragen.

## Aufführungen seit 2004
Seit der Saison 2004 werden auf der Freilichtbühne Lohne zwei Stücke aufgeführt. Ein Kinder- bzw. Familienstück und ein Abendstück, welches für Erwachsene ausgelegt ist. Diese waren bisher:
| 2004                  | Der Zauberer von Os                     | Arsen und Spitzenhäubchen     |
| 2005                  | Der Räuber Hotzenplotz                  | Taxi, Taxi                    |
| 2006                  | Cinderella                              | Außer Kontrolle               |
| 2007                  | Peter Pan                               | Agathe und ich                |
| 2008                  | Der kleine Muck                         | Und ewig rauschen die Gelder  |
| 2009                  | Wickie und die starken Männer           | In der Klemme                 |
| 2010                  | Pippi Langstrumpf                       | Zwei Wachteln in der Klemme   |
| 2011                  | Max und Moritz                          | Zum Henker mit den Henks      |
| 2012                  | Rabatz im Zauberwald                    | Funny Money                   |
| 2013                  | Simba – König der Löwen                 | Die 39 Stufen                 |
| 2014                  | Der Zauberer von Os                     | Schau nicht unters Rosenbeet  |
| 2015                  | Die Schöne und das Biest                | Hexenschuss                   |
| 2016                  | Herr der Diebe                          | Heckenschnitt                 |
| 2017                  | Das Dschungelbuch                       | Schlager lügen nicht          |
| 2018                  | Jim Knopf und Lukas der Lokomotivführer | Schlager lügen nicht          |
| 2019                  | Michel aus Lönneberga Der 35. Mai       | Der nackte Wahnsinn           |
| 2020                  | Spielpause                              | Spielpause                    |
| 2021                  | Keine Angst vor Hotzenplotz             | Spielpause                    |
| 2022                  | Madagascar                              | Die Heiße Ecke                |
| 2023                  | Shrek Das Muscial                       | Das perfekte Geheimnis        |
| 2024                  | Die kleine Hexe                         | The Addams Family Das Muscial |
| Anmerkungen: 1. 2. 3. |                                         |                               |

## Sonstige Veranstaltungen
Das Gelände der Freilichtbühne wird neben dem regulären Spielbetrieb auch für Sonderveranstaltungen genutzt. Dies waren u. a.:
- Seit 2009 das „Filmfestival OM“[3]
- Seit 2013 die Benefiz-Gala „Musicalstars in Lohne“[4]
- Im Juni 2011 fand auf der Freilichtbühne Lohne die Feier zur Entlassung des Abitur-Jahrgangs 2011 des Gymnasiums Lohne mit der Überreichung der Abschlusszeugnisse statt, da eine Entlassung von 254 Abiturienten gleichzeitig (Doppeljahrgang) in den Räumen des Gymnasiums nicht möglich war.[5]
- Diverse Gottesdienste[6][7][8]

## Galerie

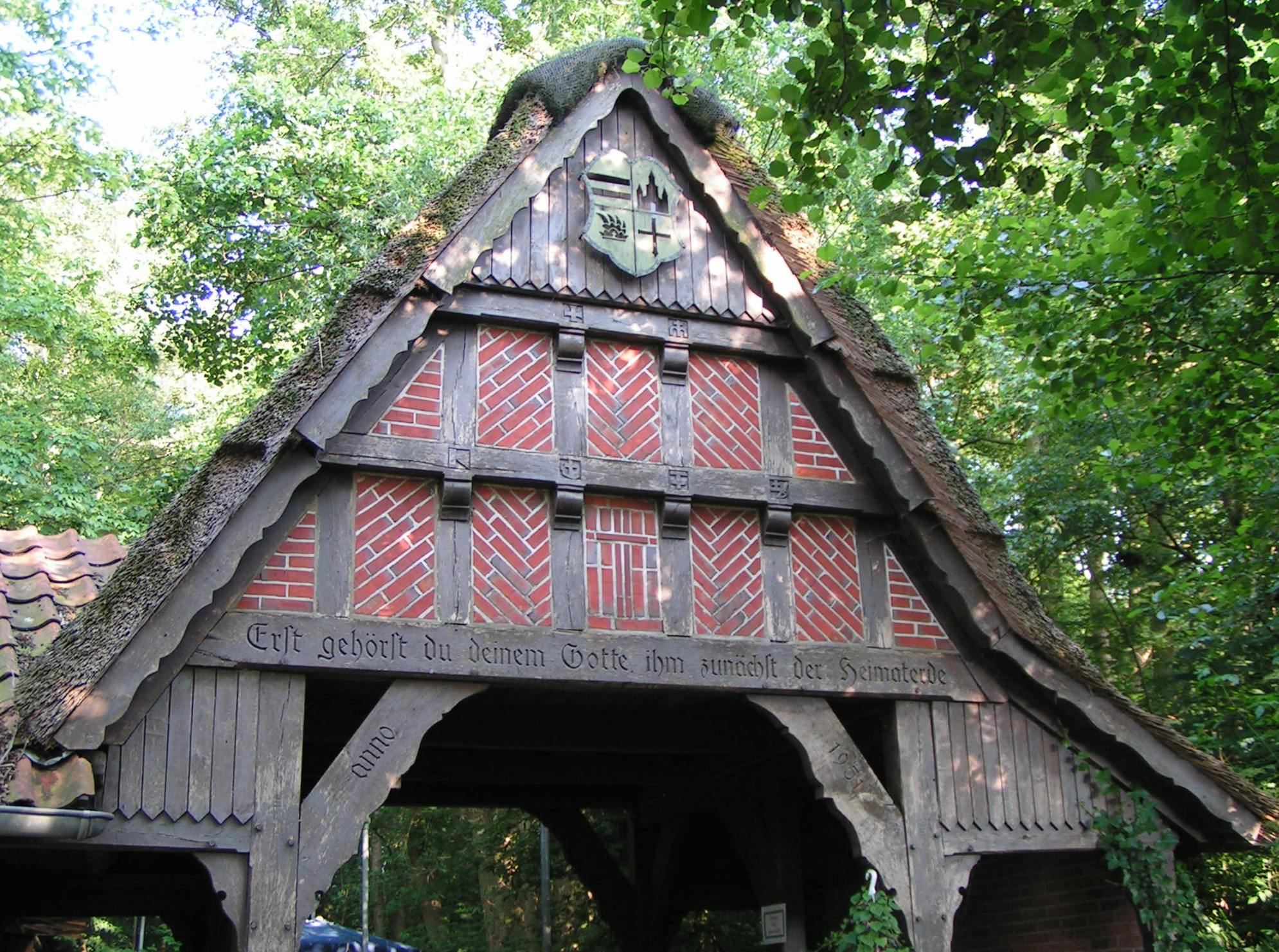
Eingangsportal
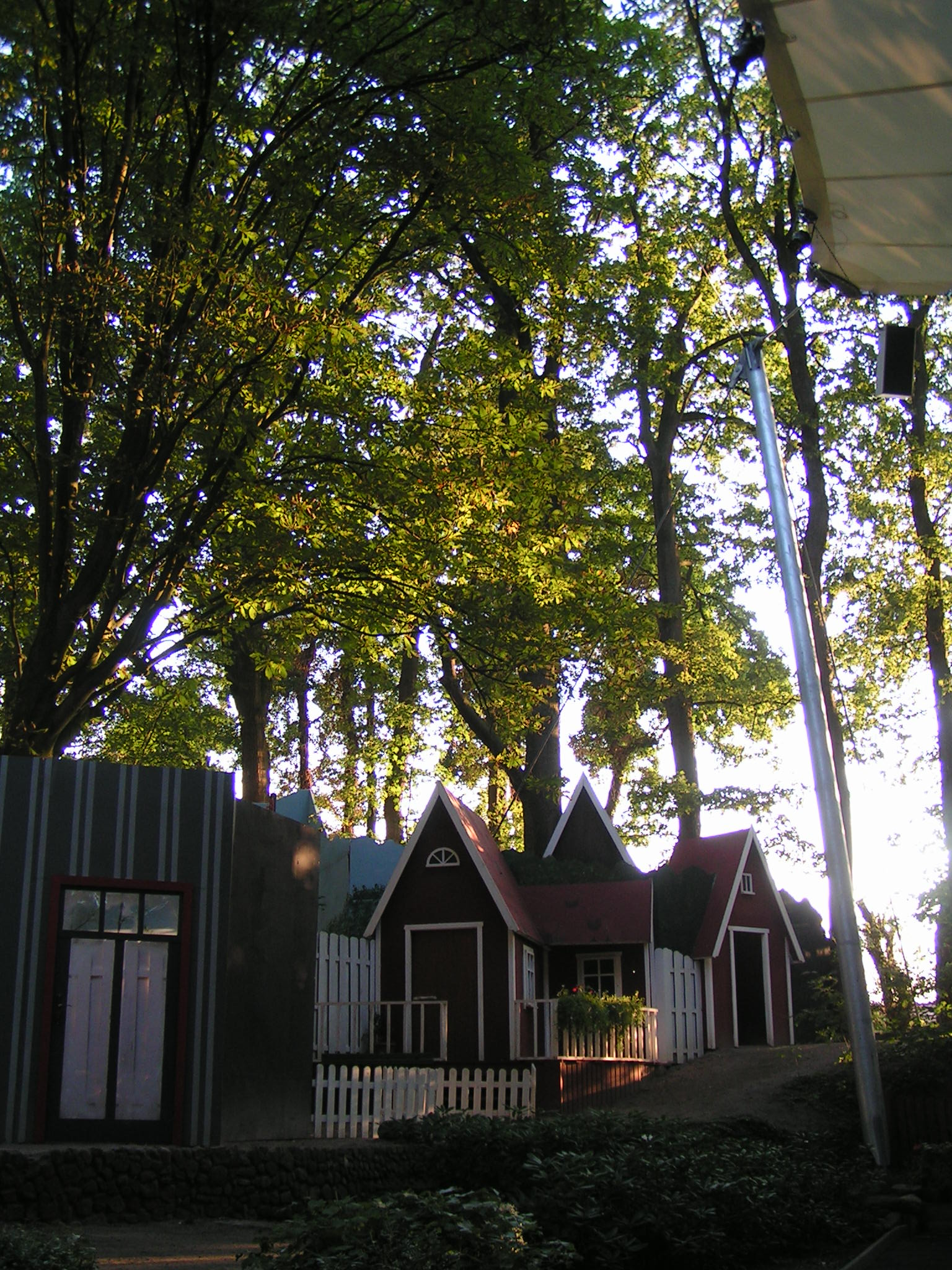
Kulisse von Pippi Langstrumpf, Dach mit Stützpfeiler und Laubwald als Hintergrund
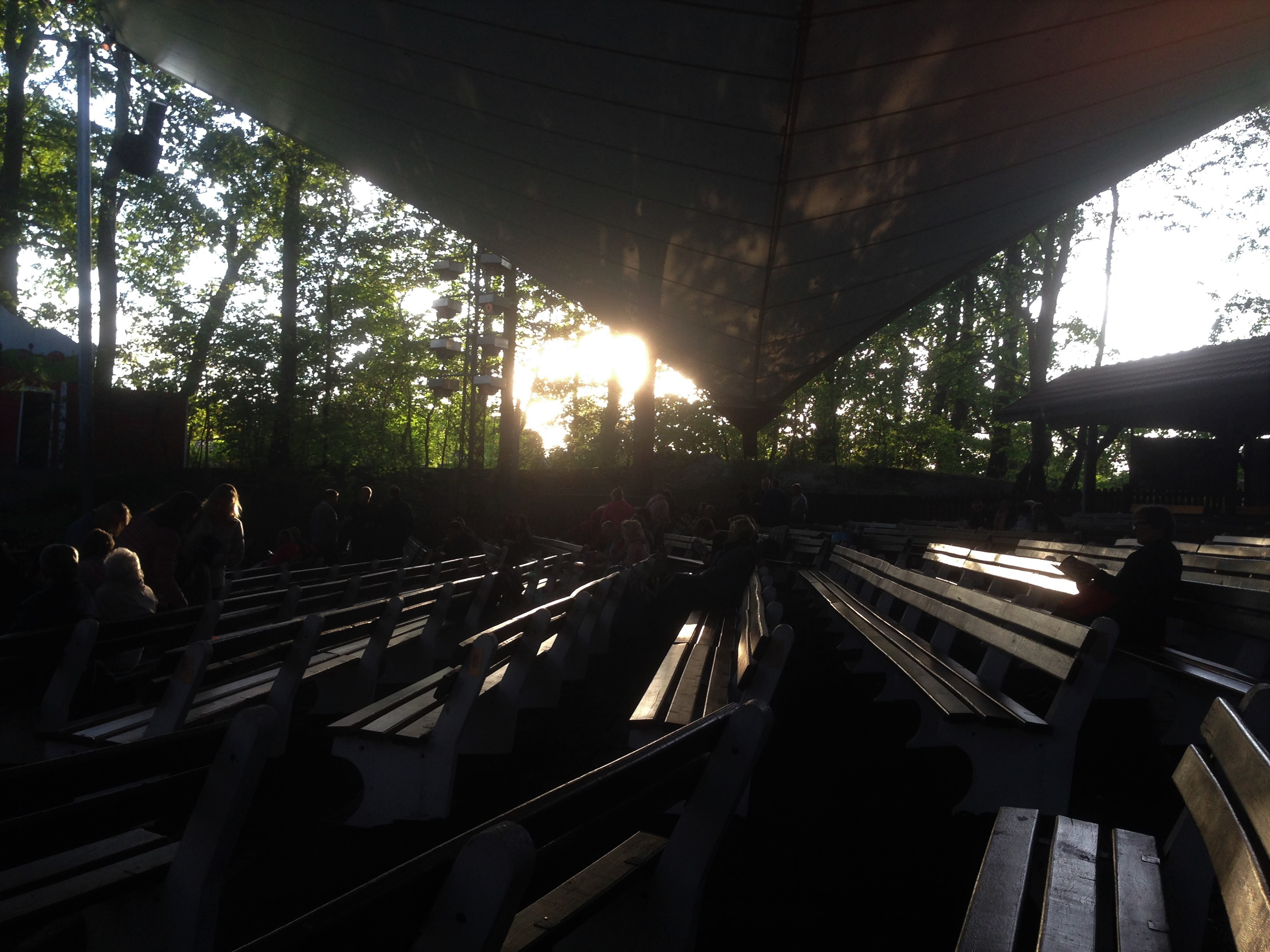
Zuschauerbereich kurz vor Aufführungsbeginn im September
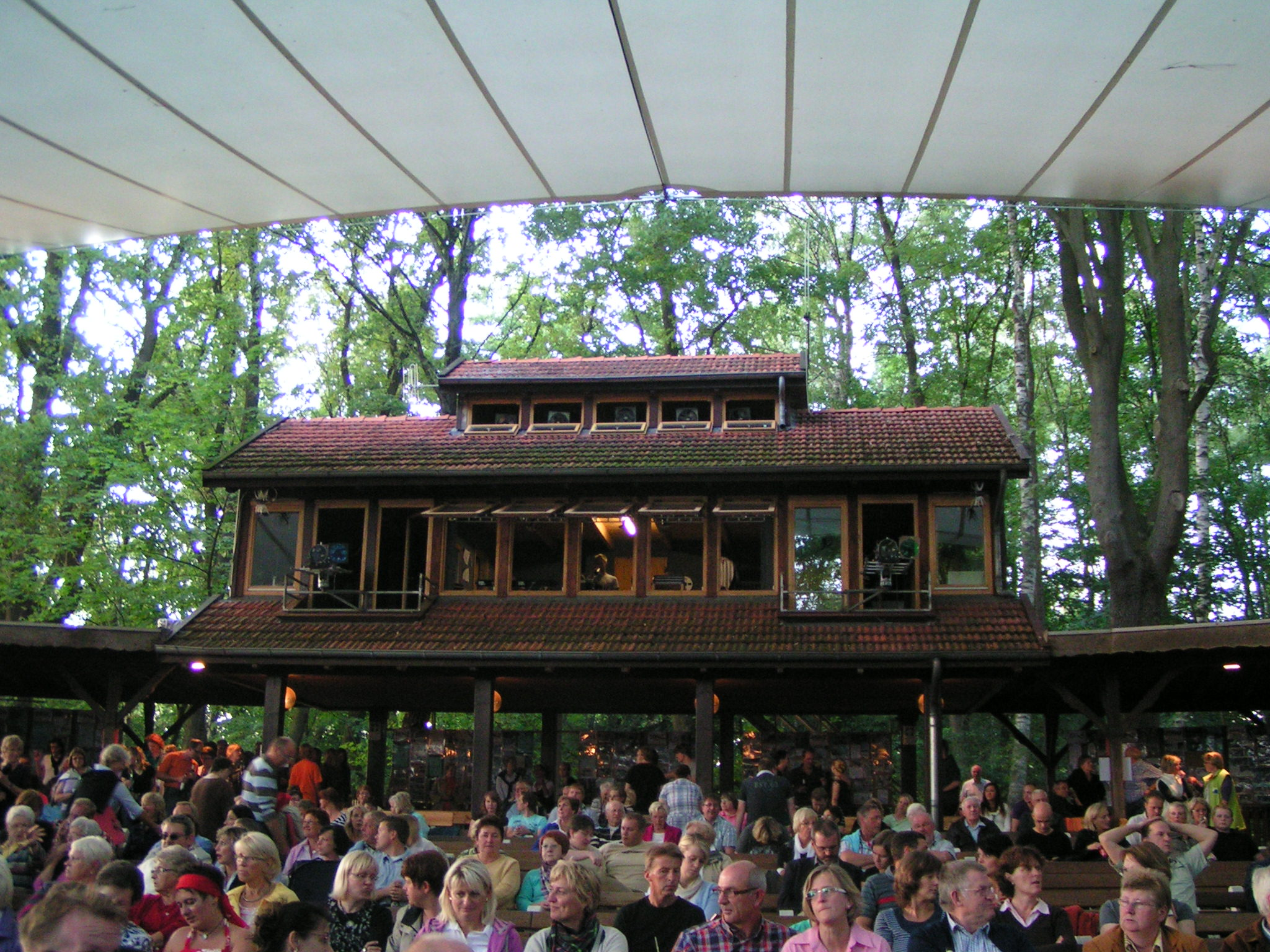
Zuschauerbereich, Technik und Überdachung